# Classe Rani Abbakka
La classe Rani Abbakka  est une série de patrouilleurs côtiers construite par Hindustan Shipyard de Visakhapatnam pour la Garde côtière indienne (ICG). Elle est basée sur la conception australienne de Thornycroft. La classe porte le nom de Rani Abbakka, la légendaire reine de Tulunadu du Karnataka qui a combattu les Portugais dans la seconde moitié du XVIe siècle.

## Historique
Les navires de la classe Rani Abbakka  sont propulsés par trois moteurs diesel de la série MTU 4000 couplés à trois hydrojets Rolls Royce 71S II avec une vitesse de pointe de 31,5 nœuds et une endurance de 1 500 milles marins à une vitesse de croisière de 14 nœuds. Les navires de patrouille sont équipés du système mondial de détresse et de sécurité en mer (SMDSM) pour effectuer des opérations de recherche et sauvetage. Les autres caractéristiques comprennent le système de pont intégré (IBS), le système de contrôle des machines, le système de communication infrarouge. L'armement se compose d'un CRN 91 Naval Gun (en) et de son système de conduite de tir. Ils transportent également un bateau pneumatique rigide. L'équipage du navire est composé de cinq officiers et 34 hommes.

## Unités
Une commande de huit navires supplémentaires de la classe Rani Abbakka passée en mars 2011 a été annulée.
| Nom                  | N° coque | Port d'attache | Lancement       | Mis en service  |
| -------------------- | -------- | -------------- | --------------- | --------------- |
| ICGS Rani Abbakka    | 77       | Chennai        | 28 mai 2009     | 20 janvier 2012 |
| ICGS Rani Avanti Bai | 78       | Visakhapatnam  | 4 novembre 2009 | 9 mai 2013      |
| ICGS Rani Durgavati  | 79       | Karaikal       | 15 mai 2010     | 6 juillet 2015  |
| ICGS Rani Gaidinliu  | 80       | Krishnapatnam  | 6 novembre 2010 | 19 octobre 2016 |
| ICGS Rani Rashmoni   | 81       | Visakhapatnam  | 15 juillet 2011 | 18 juin 2018    |

## Galerie

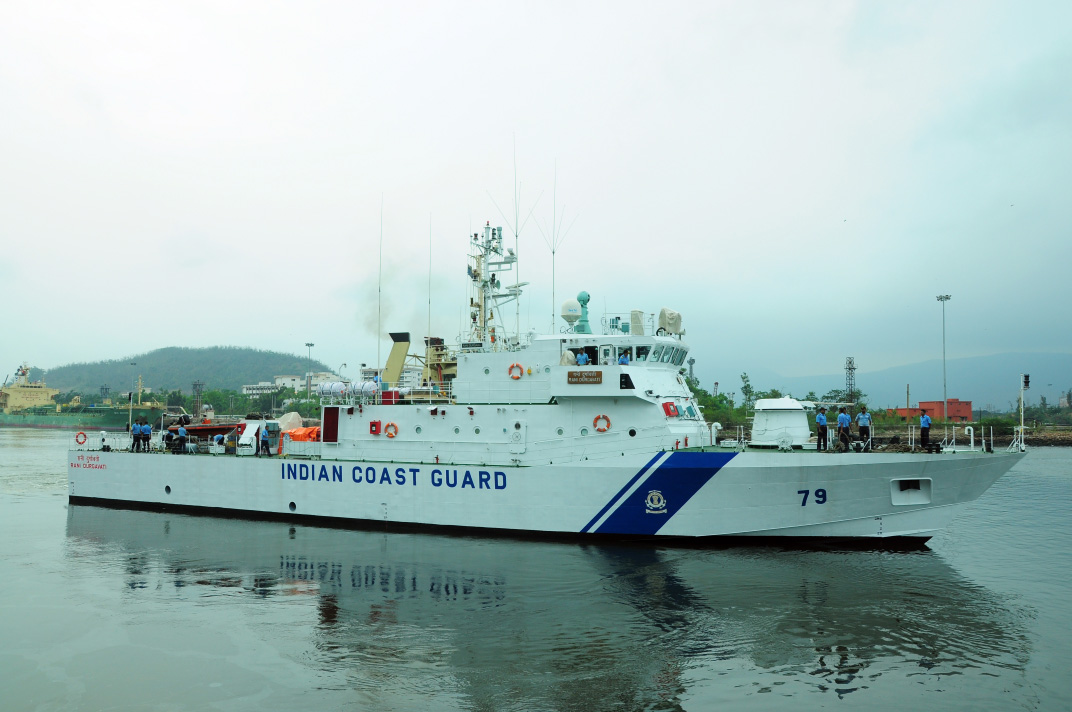
ICGS Durgavati
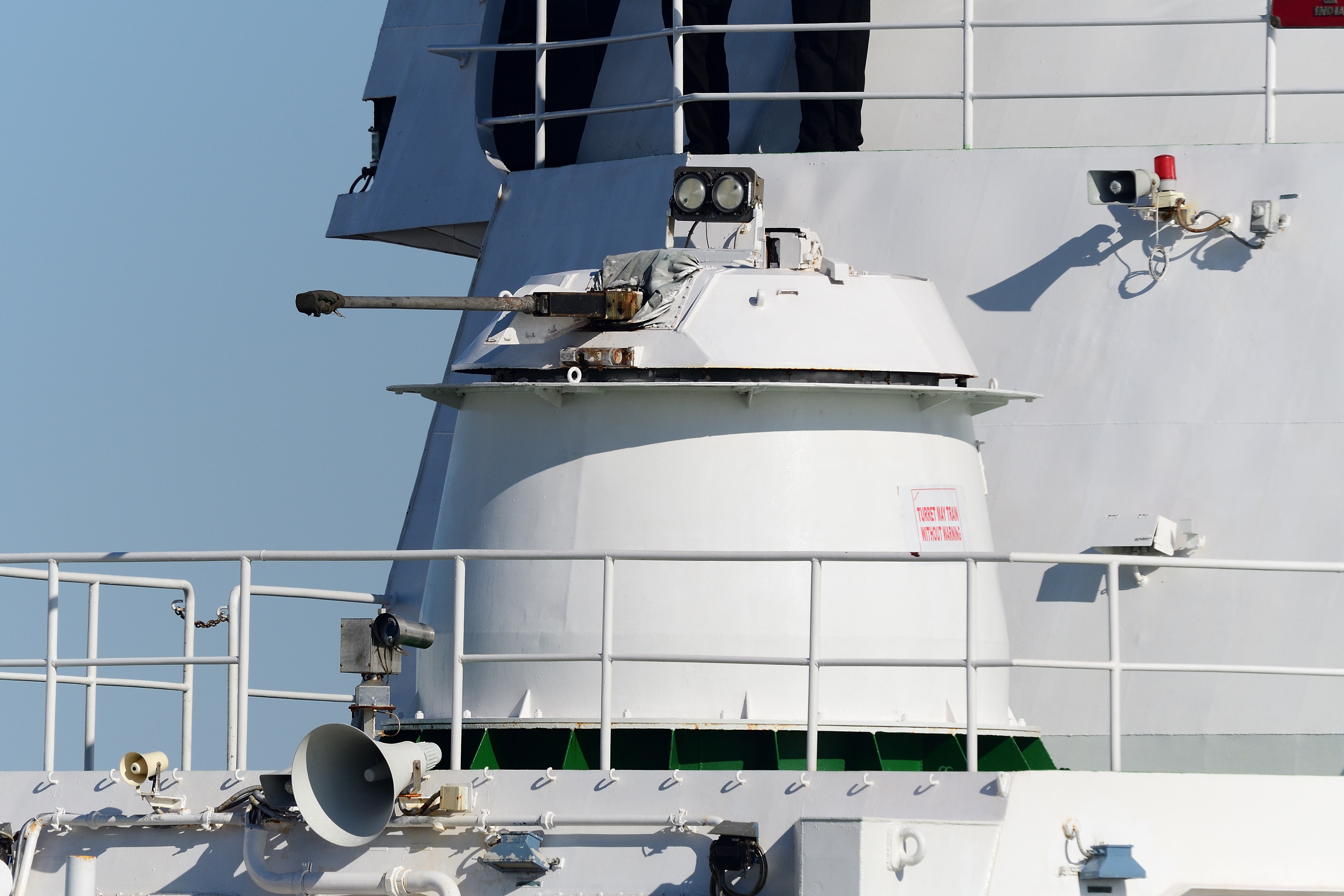
Canon de 30 mm CRN-91